# ジャンキーウェ
ジャンキーウェ（ スペイン語: [ʎaŋˈkiwe]  ）は、 チリのロス・ラゴス州のジャンキウエ県にある都市。この都市は、マウリン川が始まるジャンキウェ湖の西岸にある。プエルト・バラスの7km北、フルティジャールの19km南にあり、チリ高速道路5で両方の都市に接続されている。 

## 歴史
1968年6月19日、政府はジャンキーウェ自治体を創設する法律を公布した。  
国民議会によると、フリオ・フォン・ミューレンブロック上院議員は、この自治体を始めることが特に重要である理由は、主にこの地域で観光を発展させる必要性であると述べている。 
この自治体の人々はドイツ語の方言を話す。 

## 人口統計
国立統計研究所の2002年の国勢調査によると、ジャンキーウェには420.8 km2 (162 sq mi)16,337人（男性8,141人、女性8,196人）が住んでいる。このうち、12,728人（77.9％）が都市部に 、3,609（22.1％）が農村部に住んでいる。人口は、1992年から2002年の人口調査の間で13.6％（1,951人）増加した。  

## 運営
自治体として、ジャンキーウェは管理市議会が率いる、チリの管理部門第3レベルであり、市長は直接四年ごとに選出される。2008～2012年の市長は、Juan Vazquez Vasquez（ Ind。 ）。  
チリの選挙部門において 、ジャンキーウェはフィデルエスピノーザ（によるPS ）とカルロスRecondo（ UDI）と共に56選挙区の一部として下院として表されている。 

## 教育
以前は、この地域にドイツ語学校Deutsche Schule Llanquihueがあった。 